# Перевозчиков, Илья Васильевич
Илья Васильевич Перевозчиков (2 июля 1939 — 9 января 2021) — российский и советский учёный в области биологии. Педагог высшей школы. Доктор биологических наук.

## Биография
В 1965 году окончил биолого-почвенный факультет МГУ, специализировался по кафедре антропологии, ученик профессора Н. Н. Миклашевской, тема дипломной работы: «К палеоантропологии Кетмень-Тюбинской долины Тянь-Шаня». С 1968 года работал в НИИ и Музее антропологии.
В 1976 году защитил диссертацию на соискание учёной степени кандидат биологических наук на тему «Определение групп крови системы АВ0 у населения евразийских степей 1 тысячелетия до н. э.» (научный руководитель — профессор Ю. Г. Рычков), а в 1994 году — докторскую диссертацию на тему «Антропология смешанных групп населения».
Руководитель и участник 33 экспедиций, в том числе три экспедиции в Хакасию и четыре экспедиции на Камчатку.
Руководил лабораторией расоведения НИИ антропологии МГУ. Подготовил и прочитал курсы лекций для студентов биологического факультета и факультета психологии: «Антропология», «Этническая антропология», «Археология» и «Антропологическая фотография».
Член редакционной коллегии журнала «Вестник МГУ. Серия 23. Антропология».

## Научные интересы
Проблемы популяционной антропологии древнего и современного населения Евразии, мигрантного и метисного населения, эволюции типологического разнообразия в роде Homo. Изучение антропологических особенностей населения древних исторических эпох на основе произведений их изобразительного искусства.
Разработал метод обобщённого фотопортрета и компьютерную программу, позволяющую получить целостное представление о населении определённой территории и проводить необходимые антропологические измерения.
Автор и соавтор более 100 научных работ, в том числе, учебников для высших учебных заведений «Основы антропологической фотографии» и «Антропология» (соавт. с Е. Н. Хрисанфовой)